# Città Sant’Angelo
Città Sant'Angelo ist eine italienische Gemeinde mit 14.886 Einwohnern in der Provinz Pescara in den Abruzzen und ist Mitglied der Vereinigung I borghi più belli d’Italia (Die schönsten Orte Italiens).

## Geographie
Zu den Fraktionen zählen Annunziata, Cipressi, Crocifisso, Fagnano, Fonte Umano, Gaglierani, Madonna della Pace, Marina, Piano della Cona, Piano di Sacco, Ponticelli, San Giacomo, San Martino, San Pietro, Sant'Agnese, San Vittorino, Vertonica und Villa Cipressi. Die Nachbargemeinden sind Atri (TE), Cappelle sul Tavo, Collecorvino, Elice, Montesilvano und Silvi (TE).

## Geschichte
Nach dem Kriegseintritt Italiens im Juni 1940 errichtete das faschistische Regime in Città Sant’Angelo ein Internierungslager (campo di concentramento). Es befand sich mitten im Ortskern, in einer stillgelegten Tabakverarbeitungsanlage. Die ersten 134 Internierten kamen im Frühjahr 1941 nach Città Sant’Angelo. Es handelte sich zumeist um Jugoslawen aus den von Italien annektierten und besetzten Gebieten. Im September 1942 erachtete der Delegierte des Internationalen Komitees vom Roten Kreuz (IKRK) die Internierungsbedingungen im Vergleich zu anderen Lagern als erträglich. Im Dezember wurde jedoch eine interne Kantine eingeführt und der Freigang auf zwei Stunden täglich beschränkt, um den Kontakt der Internierten zur Lokalbevölkerung zu unterbinden. Einige Insassen wurden strafversetzt. Im September 1943 verließen die Wachmannschaften das Lager, darauf auch die Internierten.

## Sehenswürdigkeiten

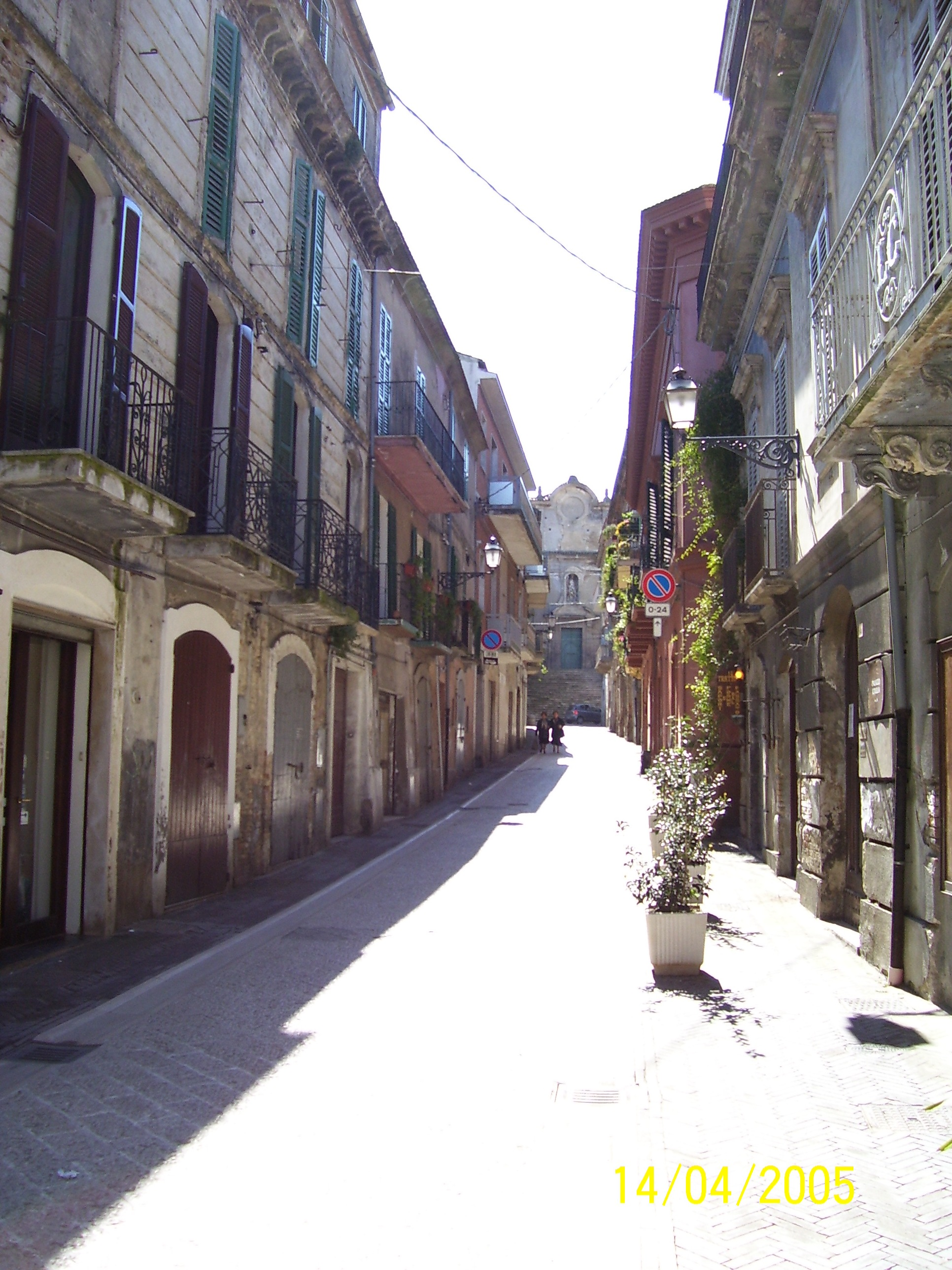
Die Altstadt von Città Sant'Angelo

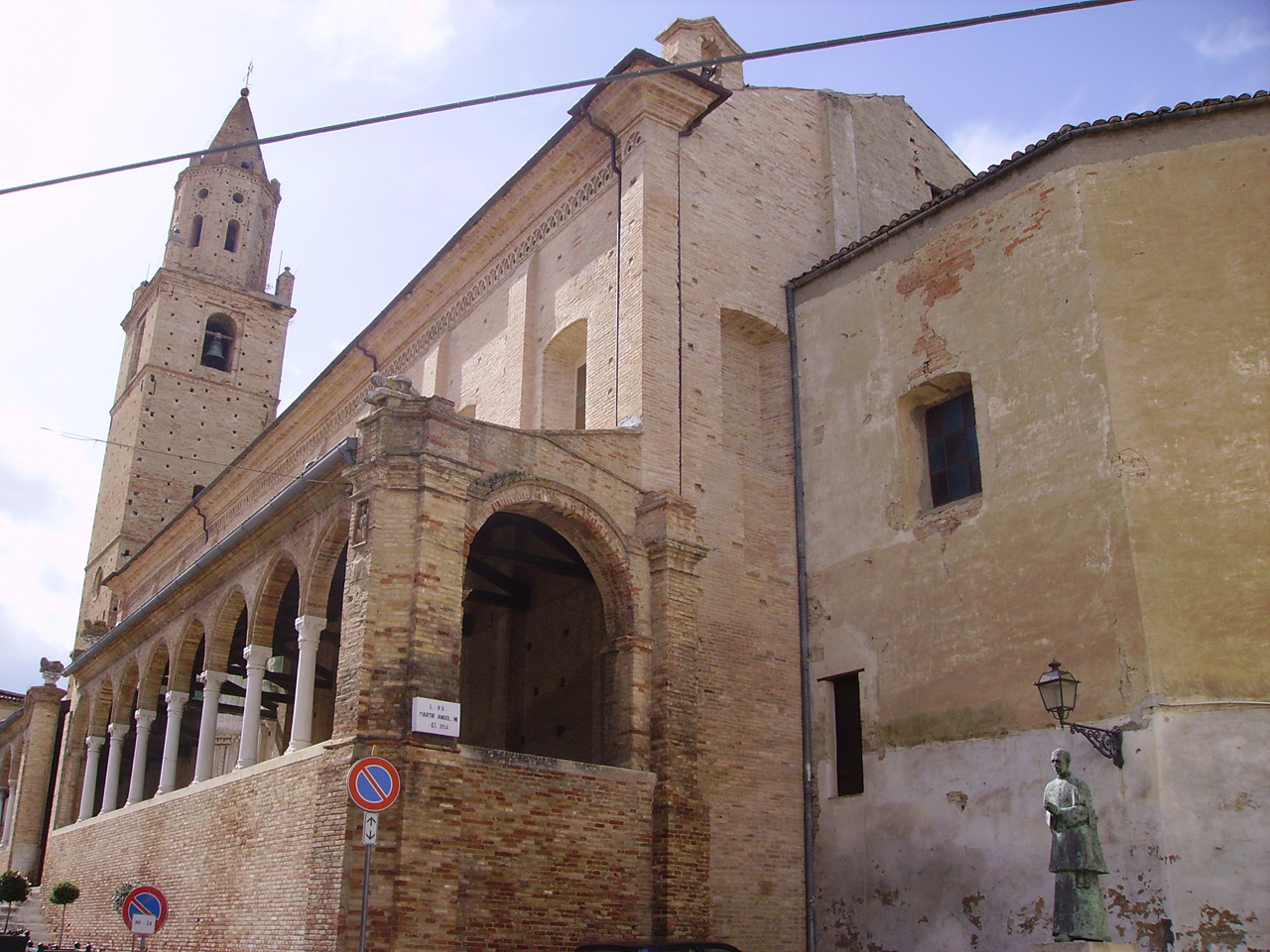
Die Stiftskirche San Michele Arcangelo

In der Altstadt befinden sich schöne Bauten aus dem 14. Jahrhundert wie der Glockenturm, der zu der Stiftskirche gehört. Daneben liegt die Kirche San Michele Arcangelo aus dem frühen bis mittleren 14. Jahrhundert.

## Weinbau
In der Gemeinde werden Reben der Sorte Montepulciano für den DOC-Wein Montepulciano d’Abruzzo angebaut.

## Söhne und Töchter der Stadt
- Giovanni Gravelli (1922–1981), Erzbischof und Diplomat
- Franco Marchegiani (* 1965), ehemaliger Fußballspieler
- Massimo Oddo (* 1976),  Fußballtrainer und ehemaliger Fußballspieler
- Ruggero Pasquarelli (* 1993), Schauspieler, Sänger und Moderator